# Michał Sumiński

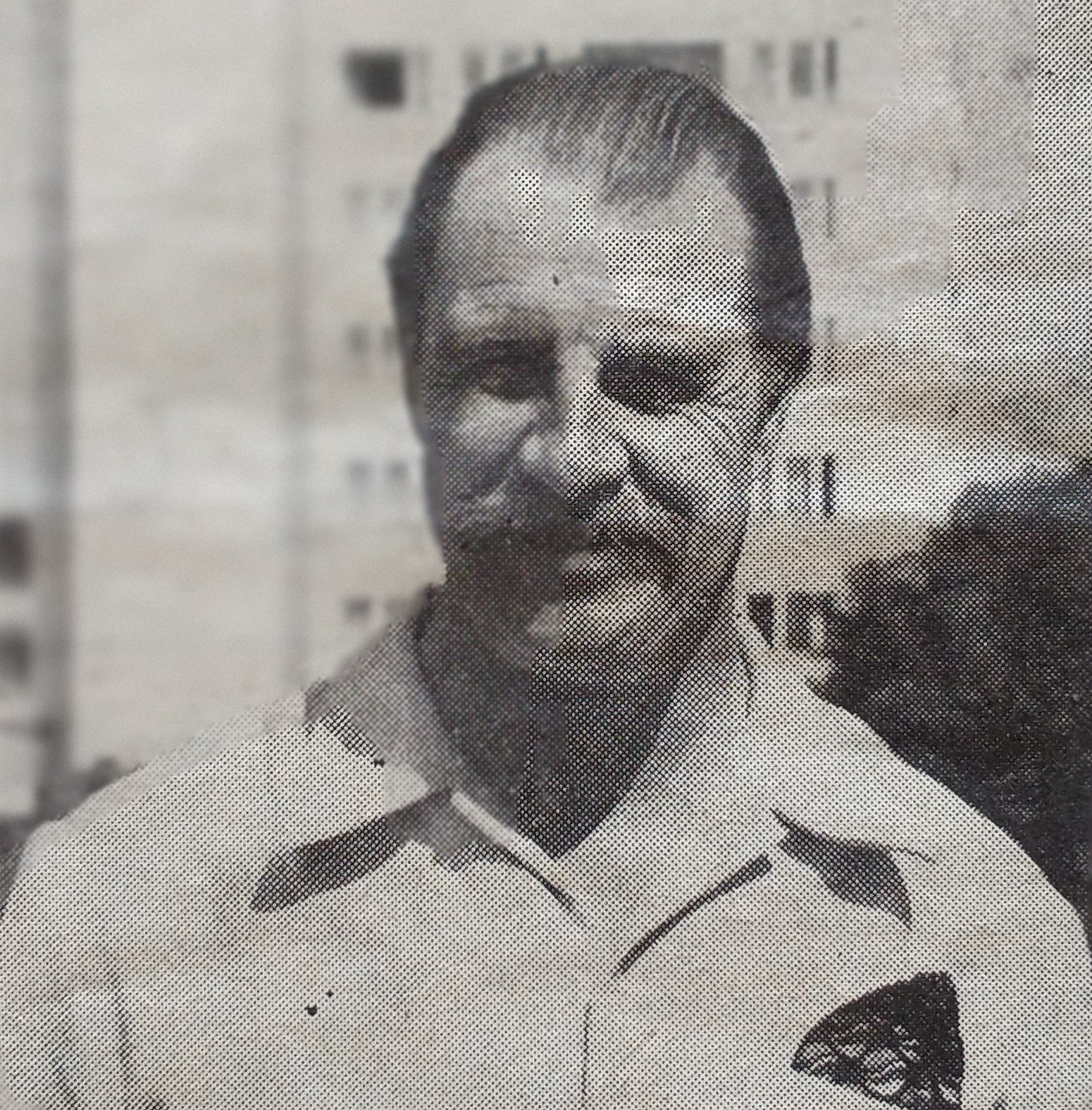
Michał Sumiński, 1973

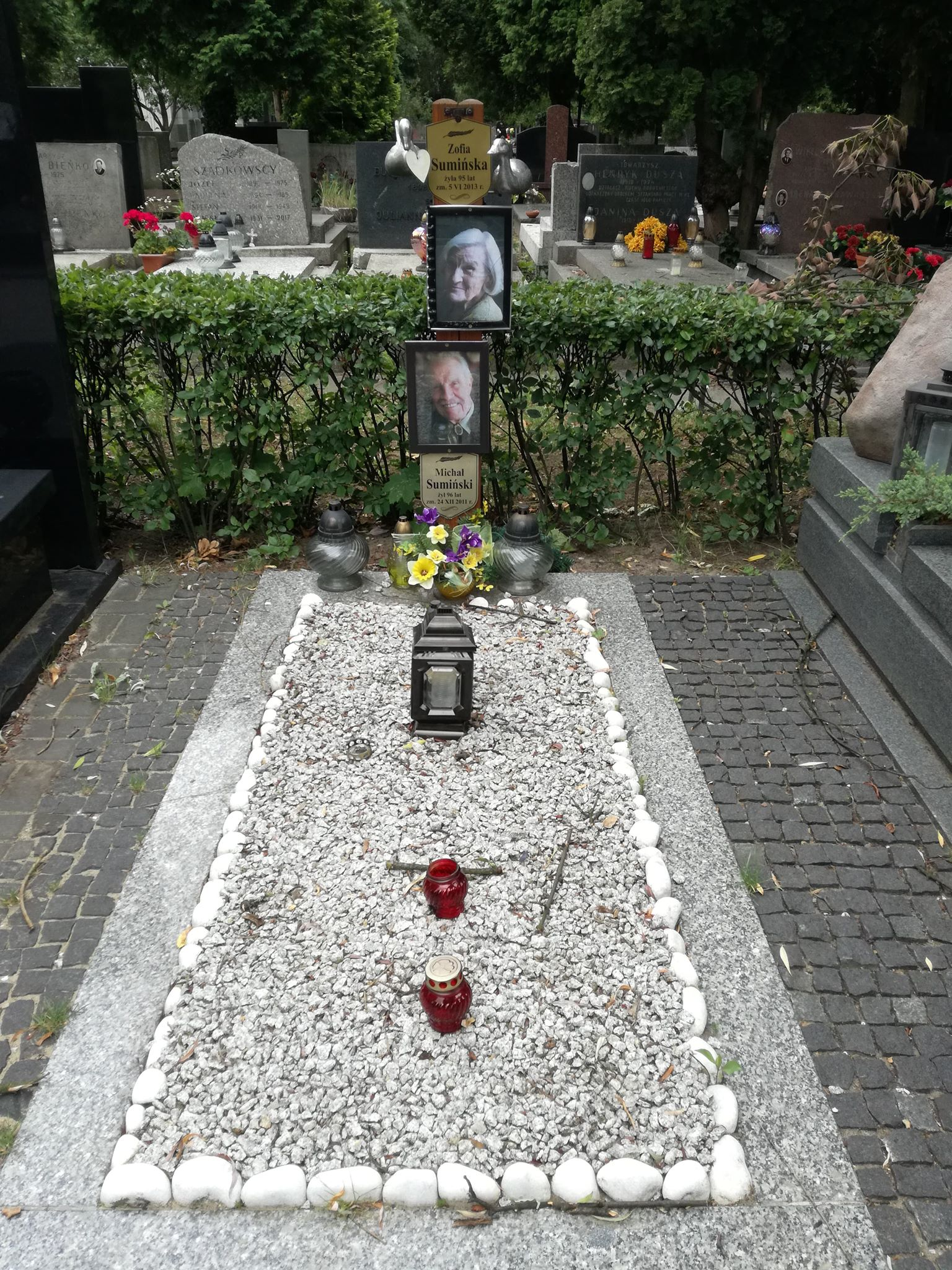
Grób Michała i Zofii Sumińskich na Powązkach Wojskowych (lipiec 2018)

Michał Jan Sumiński (ur. 13 grudnia 1915 w Warszawie, zm. 24 grudnia 2011 tamże) – polski podróżnik, zoolog, jachtowy kapitan żeglugi wielkiej i dziennikarz, autor książek o tematyce żeglarskiej oraz programu telewizyjnego dla dzieci i młodzieży Zwierzyniec (1968–1988).

## Życiorys
Był synem Stanisława i Janiny Sumińskich. Jego ojciec był doktorem zoologii, światowej sławy specjalistą od ważek. Prowadził zajęcia w gimnazjum i na uniwersytecie, gdzie miał służbowe mieszkanie, w którym urodził się Michał Sumiński. W czasie I wojny światowej, gdy miał 1,5 roku, zmarła jego matka i wychowywały go dalej babcia Helena Sumińska i ciotka Janiszewska w 300-hektarowym majątku Leśniewo koło Ciechanowa. W wieku lat 10 dostał od ojca pierwszą strzelbę, a w wieku lat 13 przeniósł się na stałe do ojca do Warszawy na dalszą naukę.
W czasie II wojny światowej działał w ruchu oporu. W 1943 był uwięziony na Pawiaku. Od kwietnia 1943 do stycznia 1945 był więźniem w obozie Auschwitz-Birkenau (nr obozowy 119464), a następnie obozu w Mauthausen-Gusen (nr 117307), skąd 5 maja 1945 wyzwoliła go armia amerykańska. Przebywał potem krótko w Ebensee, gdzie pracował jako buchalter.
Od lipca 1945 do sierpnia 1946 pracował w Pomorskiej Spółce Rybackiej w Bydgoszczy, gdzie zajmował się sprawami mieszkalno-socjalnymi rybaków przybywających na Ziemie Zachodnie. Od sierpnia 1946 do 1949 pracował w Zarządzie Głównym Ligi Morskiej w Warszawie, gdzie pełnił funkcję Głównego Inspektora Wychowania Morskiego. Od 1947 przez kilka lat był też kapitanem jachtu Ligi Morskiej „Generał Zaruski”. Od 1949 do 1950 był głównym inspektorem wyszkolenia morskiego w Komendzie Głównej POSP. Od 1950 do 1955 zajmował się pracą literacką. Od 1955 do 1958 był kierownikiem działu i zastępcą redaktora naczelnego Rozgłośni „Kraj”. Od 1958 pracował w Polskim Radiu (za kierowanie Redakcją programu zagranicznego „Dla tych, co na morzu” został laureatem Złotego Mikrofonu), a następnie w Telewizji Polskiej, gdzie był (między innymi) kierownikiem redakcji reportaży Redakcji Naczelnej Audycji dla Polaków za Granicą.
Od dziesiątego roku życia był zapalonym myśliwym. Był autorem popularnego w latach 70. i 80. programu telewizyjnego dla młodzieży „Zwierzyniec”. Jako gospodarz, w stroju leśniczego, opowiadał o życiu i tajemnicach leśnych, popularyzując zagadnienia przyrodnicze. Prowadził także spotkania w szkołach o tej tematyce.
Został uhonorowany takimi odznaczeniami jak: odznaka „Zasłużony Działacz Kultury Fizycznej” (1964), odznaka honorowa „Zasłużony Pracownik Morza” (1965), Krzyż Oficerski Orderu Odrodzenia Polski (2005), Order Uśmiechu. Był także honorowym obywatelem Warszawy (2009).
Pochowany został w Alei Zasłużonych na cmentarzu Wojskowym na Powązkach (kw. D31 rząd Tuje grób nr 5).
20 czerwca 2015 r. odsłonięto jego tablicę w Alei Żeglarstwa Polskiego w Gdyni.  

## Życie prywatne
Był żonaty z Zofią Sumińską, działaczką i popularyzatorką żeglarstwa.

## Twórczość
- Rejsy bałtyckie (Prasa Wojskowa, 1950)
- Wiedza żeglarska (Czytelnik, 1951)
- Druga wachta (wespół z Tomaszem Domaniewskim; Książka i Wiedza, 1951)
- Żeglarskie zwycięstwo (wespół z Grażyną Wojsznis; ilustr. Jerzy Ostrowski; Nasza Księgarnia, 1951, seria wydawnicza „Biblioteka Harcerza”)
- Znad jezior (ilustr. Halina Chrostowska-Piotrowicz; Czytelnik, 1954)
- Przez siedem jezior (współautor S. Wysocki; ilustr. Stefan Styczyński; Nasza Księgarnia, 1954)
- Gawędy o zwierzętach (ilustr. Wiesław Dojlidko; Egmont Polska, 2001, ISBN 83-237-9899-0)

## Filmografia
- W filmie fabularnym i serialu telewizyjnym pt. Dziewczyna i chłopak w reż. Stanisława Lotha (1977, ekranizacja powieści Hanny Ożogowskiej) wcielił się w postać wuja tytułowych bohaterów – Tomka i Tosi.
- W 1985 zagrał rolę dziennikarza telewizyjnego w filmie Piotra Szulkina pt. Ga, ga. Chwała bohaterom.